# BC Prievidza
BC Prievidza este un club profesionist de baschet din Prievidza, Slovacia. Echipa joacă în Extraliga Slovacă de baschet. Clubul joacă meciurile de pe teren propriu în sala de sport Niké Arena.

## Istoria
Echipa a fost fondată în 1947 sub numele de Sokol Prievizda. În 1989, clubul a câștigat primul titlu din istorie în Campionatul Cehoslovac. Acest succes s-a repetat patru ani mai târziu (1993), când Prievidza a câștigat ultima ediție a ligii cehoslovace. După separarea Cehiei și a Slovaciei, Prievidza a câștigat primul campionat slovac în sezonul 1993/1994. Sezonul următor clubul a câștigat doar o medalie de argint. După retrogradarea în liga a doua petrecută în 2004, clubul și-a schimbat numele după 40 de ani, în Clubul de Baschet Hornonitriansky (HBK) Prievidza în BC Prievidza, De la 1 august 2009, clubul se numește BC Prievidza. În sezoanele 2011-2012 și 2015-2016, Prievidza a câștigat campionatul slovac.

## Nume
- 1947-1952 Sokol Prievidza
- 1952-1953 Carpathia Prievidza
- 1953-1957 Tatran Prievidza
- 1957-1964 Lokomotíva Prievidza
- 1964-2004 Baník Cígeľ Prievidza
- 2004-2009 HBK Prievidza
- 2009-prezent BC Prievidza

## Palmares

### Național
Liga de Baschet a Cehoslovaciei
- Titluri (2): 1989, 1993

Campionatul Slovaciei
- Titluri (4): 1994, 1996, 2012, 2016

## Competiții europene
Prievizda a jucat pentru prima dată în competițiile europene în sezonul 1989-1990 când a jucat în Euroliga. Prievidza a cîștigat în primul tur împotriva echipei suedeze Täby Basket, dar a pierdut în optimile de finală la FC Barcelona.

## Jucători importanți
- Darius Dimavičius
- Miloš Babić
- Justin Graham